# Azodicarbonammide
La azodicarbonammide è un composto organico. Utilizzato come additivo alimentare (E927) quale agente sbiancante per la farina, e quale agente rigonfiante in materiali e oggetti di plastica destinati a venire a contatto con i prodotti alimentari, ne è stato vietato l'uso in Australia e nell'Unione Europea.